# Марлене Дитрих
Марлене Дитрих (на немски: Marlene Dietrich) е германско-американска актриса и певица. Тя е известна с дълбокия си глас и продължителната си кариера, в хода на която неколкократно променя своя имидж и професионален профил.
Дитрих започва своята кариера като кабаретна актриса през 20-те години в Берлин, където играе също в театъра и в неми филми. Ролята на Лола Лола в „Синият ангел“ (1930) ѝ донася международна известност и тя заминава за Съединените щати, където се превръща в една от звездите на Холивуд. Филми като „Шанхай Експрес“ (1932) и „Желание“ (1936) затвърждават нейната репутация и я превръщат в една от най-скъпо платените актриси на епохата.
Марлене Дитрих е отявлен противник на националсоциалистическия режим в Германия, отказва няколко предложения да се върне в родината си и през 1937 година става гражданин на Съединените щати. По време на Втората световна война тя активно подкрепя Обединените нации и участва в множество представления за воюващите по фронтовете на войната. Макар че след войната участва в няколко филма, тя посвещава основното си време от 50-те до 70-те години на сценични представления.
През 1999 г. Американският филмов институт включва Дитрих под Номер-9 в класацията на най-големите жени звезди на класическото холивудско кино.

## Биография

### Младежки години
Мария Магдалене Дитрих е родена на 27 декември 1901 г. в Шонеберг, район на германската столица Берлин. Тя е по-малката от двете дъщери на Луис Ото Дитрих и Вилхелмина Елизабет Йозефине Фелзинг. Майката е от заможно берлинско семейство, което притежава фабрика за часовници, а бащата е офицер от полицията. Луис Ото Дитрих умира през 1911 година и през 1916 година Вилхелмина се жени повторно за неговия приятел Едуард фон Лош, офицер с благороднически произход. Той също умира малко по-късно, след като е тежко ранен по време на Първата световна война. Фон Лош не осиновява официално Мария Магдалене и сестра ѝ Елизабет, поради което те запазват фамилията Дитрих. Още в детска възраст Мария Магдалене слива двете си имена и използва името Марлене.
От 1907 до 1917 година Дитрих учи в девическото училище „Август-Виктория“, а година по-късно завършва училището „Виктория-Зойзен“. По това време тя се учи да свири на цигулка и започва да се интересува от театър и поезия. Желанието и да стане концертираща цигуларка се проваля, след като наранява китката си. Въпреки това през 1922 година тя свири на цигулка в група, акомпанираща при прожекциите на неми филми в берлински кинотеатър. Това е нейната първа работа, от която е уволнена на четвъртата седмица.

### Ранна кариера
Първите професионални сценични изяви на Марлене Дитрих са като певица в хора на водевилните представления на Гидо Тилшер и Рудолф Нелсон. През 1922 година тя се явява без успех на прослушвания в драматичната академия на известния театрален режисьор и импресарио Мак Райнхарт, а малко по-късно отново пее във вариететни хорове и играе няколко малки драматични роли, като първоначално не прави особено впечатление. В киното дебютира с епизодична роля във филма от 1922 година „So sind die Männer“.
По време на снимките на друг филм през същата година, „Tragödie der Liebe“, Марлене Дитрих се запознава с продуцента на филма Рудолф Зибер, за когото се жени на 17 май 1924 година. На 13 декември 1924 година се ражда дъщеря им Мария Елизабет, единственото дете на Марлене Дитрих.
До края на 20-те години Дитрих продължава да играе в театъра и киното както в Берлин, така и във Виена. В театъра тя играе роли в различни пиеси, като „Кутията на Пандора“ на Франк Ведекинд, „Укротяване на опърничавата“ и „Сън в лятна нощ“ на Уилям Шекспир, „Назад към Метусалем“ на Джордж Бърнард Шоу, но най-голямо впечатление правят участията ѝ в мюзикъли като „Broadway“, „Es Liegt in der Luft“ и „Zwei Krawatten“. В края на 20-те години тя изиграва и няколко по-значими роли в киното – в „Café Elektric“ (1927), „Ich küsse Ihre Hand, Madame“ (1928) и „Das Schiff der verlorenen Menschen“ (1929).
През 1929 година Марлене Дитрих получава ролята, с която получава международна известност – на Лола Лола, кабаретна певица, която предизвиква падението на уважаван учител, във филма „Синият ангел“, режисиран от Йозеф фон Щернберг. Филмът е известен и с това, че включва емблематичната за Дитрих песен „Ich bin von Kopf bis Fuß auf Liebe eingestellt“, която е издадена и като отделен звукозапис.

### Филмова звезда
След международния успех на „Синият ангел“ и със съдействието на Йозеф фон Щернберг, който вече се е установил в Холивуд, Марлене Дитрих се премества в Съединените щати и сключва договор с Парамаунт Пикчърс. Студиото се опитва да я наложи на пазара като германска алтернатива на Грета Гарбо, шведската сензация на конкурентната Метро-Голдуин-Майер. Първият американски филм на Марлене Дитрих, „Мароко“, отново е режисиран от Йозеф фон Щернберг и ѝ донася единствената номинация за Оскар за цялата ѝ кариера. По това време тя говори много слабо английски и произнася репликите си чисто фонетично.
Между 1930 и 1935 година Марлене Дитрих играе в шест филма за Парамаунт, режисирани от Фон Щернберг: „Мароко“ (1930), „Обезчестена“ (1931), „Шанхай Експрес“ (1932), „Русата Венера“ (1932), „Алената императрица“ (1934) и „Дяволът е жена“ (1935). Със съдействието на Фон Щернберг тя успешно си създава имиджа на бляскава фатална жена. Той я окуражава да отслабне и усилено я обучава, а тя му се доверява и за разлика от други известни актьори следва понякога авторитарните му методи на режисиране. Важна роля за успеха на съвместните им филми играе изключителното умение на Фон Щернберг при осветлението и заснемането на Дитрих, така че да бъде постигнат максимален ефект. Критиците продължават да спорят кой от двамата има по-голяма заслуга за успеха на тези филми, но след като Парамаунт уволняват Фон Щернберг и двамата спират да работят заедно, те така и не постигат същите резултати.
Първият филм на Дитрих след края на сътрудничеството с Фон Щернберг е „Желание“ на Франк Борзейги с Гари Купър, романтична комедия, която има търговски успех. Следващият ѝ проект, I Loved a Soldier през същата 1936 година, се проваля няколко седмици след началото на продукцията, заради проблеми със сценария и графика и решението на „Парамаунт“ да уволни продуцента Ернст Любич.
Екстравагантно високи финансови предложения карат Марлене Дитрих да се отклони от работата си с „Парамаунт“ и да се снима в първия си цветен филм „Градината на Аллах“ (1936) за независимия продуцент Дейвид Селзник, за което получава 200 хиляди долара, а след това да участва в британския „Рицар без броня“ срещу 450 хиляди долара, един от най-високите хонорари за филмова звезда по това време. Макар двата филма да имат прилична посещаемост, те не оправдават големите си бюджети и популярността на Дитрих намалява, като през май 1938 година американски филмови разпространители я определят като „отрова за боксофиса“, наред с Мей Уест, Грета Гарбо, Джоан Крофорд и Катрин Хепбърн.
По време на престоя ѝ в Лондон с Дитрих се свързват представители на германското правителство, които ѝ правят изгодни предложения в случай, че се върне да работи в Нацистка Германия. Тя отказва и малко по-късно подава документи за получаване на американско гражданство. Марлене Дитрих има твърди политически убеждения, които изразява публично, а в края на 30-те години създава, заедно с Били Уайлдър и други емигранти, фондация, която помага на евреи и дисиденти да напуснат Германия. Тя дарява в полза на бежанците целия си необичайно голям хонорар за „Рицар без броня“. През 1939 година получава американско гражданство и се отказва от германското си гражданство.
След като се връща в Съединените щати, Марлене Дитрих се снима за „Парамаунт“ в „Ангел“ (1937), романтична комедия, режисирана от Ернст Любич. Филмът няма успех, което кара „Парамаунт“ да ѝ изплати обезщетение и да прекрати договора си с нея. След двугодишно прекъсване, окуражавана от Йозеф фон Щернберг, през 1939 година тя приема предложението на продуцента Джо Пастернак да играе роля, напълно различна от обичайните за нея – на момиче в бар в Дивия Запад в уестърн комедията „Дестри язди отново“, партнирайки си с Джеймс Стюарт. Заплащането също е значително по-ниско от това, с което е свикнала. Ролята обаче съживява кариерата ѝ, а песента See What the Boys in the Back Room Will Have, която изпълнява във филма, става хит и е издадена от звукозаписната компания „Дека“. Тя играе подобни типажи и в следващите си филми – „Седем грешника“ (1940) и The Spoilers (1942), и двата с Джон Уейн.

### Втората световна война
След влизането на Съединените щати във Втората световна война през декември 1941 година Марлене Дитрих е сред първите публични личности, които се ангажират с рекламирането на военни облигации. От януари 1942 до септември 1943 година тя обикаля страната – само при турнето си по Тихоокеанския бряг има участия пред 250 хиляди войници – като има заслуги за продажбата на повече облигации от всяка друга звезда, участвала в кампанията.
В две продължителни турнета за Обединените обслужващи организации през 1944 и 1945 година Дитрих има представления пред Съюзнически войници в Алжир, Италия, Великобритания, Франция и Нидерландия. Представленията ѝ на първото турне, в които участва и Дани Томас, включват песни от филмите ѝ, изпълнения на музикален трион (да свири на този инструмент я учи Иго Сим, докато работи в берлинските вариетета през 20-те години) и номер с „четене на мисли“, който научава малко по-рано от Орсън Уелс за неговото „Мъркюри Уондър Шоу“. Преди края на военните действия тя отива и в Германия с генералите Джеймс Гавин и Джордж Патън.
През 1944 година Управлението на стратегическите служби организира поредица от радиопредавания с музикална пропаганда, които трябва да деморализират войниците на противника. Дитрих записва за проекта няколко песни на немски, сред които и „Лили Марлен“, любима на войниците от двете страни на конфликта, за което получава специални благодарности от началника на Управлението генерал Уилям Донован.
В края на войната в Европа Марлене Дитрих се среща със своята сестра Елизабет и нейните съпруг и син. По време на войната те имат киносалон в Белзен, където техни клиенти са много служители от големия концентрационен лагер „Берген-Белзен“. Дитрих се застъпва за семейството на сестра си и им помага да избегнат евентуално преследване за колаборационизъм. В същото време в по-късните свидетелства за живота си тя пропуска съществуването на сестра си и дори твърди, че е единствено дете.
За своята обществена и концертна дейност по време на Втората световна война през ноември 1947 година Марлене Дитрих е наградена с Медал на свободата, който тя смята за най-важното отличие в живота си. Тя получава и Ордена на Почетния легион от френското правителство.
Макар вече да не успява да си върне някогашния статут на голяма кинозвезда, в следвоенните години Дитрих продължава да се снима в киното. По това време тя участва във филми като Golden Earrings (1947) на Мичъл Лейзен, „Чуждестранна афера“ (A Foreign Affair, 1948) на Били Уайлдър и „Сценична треска“ (Stage Fright, 1950) на Алфред Хичкок.

### Кабаретна актриса
През 1953 година Марлене Дитрих получава предложение за представления на живо в новооткрития луксозен хотел с казино „Сахара“ в Лас Вегас срещу значителното заплащане от 30 хиляди долара седмично. Представлението е съвсем кратко, включващо само неколко известни нейни песни, но има голям успех и договорът ѝ е удължен, а малко след това подписва и нов договор за подобни представления в „Кафе дьо Пари“ в Лондон.
През следващите години Марлене Дитрих работи почти изключително като кабаретна актриса с изпълнения в множество големи театри по целия свят. Въпреки това, тя се снима и в няколко филма – Rancho Notorious (1952) на Фриц Ланг, „Свидетел на обвинението“ (1957) на Били Уайлдър, както и в „Допир до злото“ (Touch of Evil, 1958) на Орсън Уелс. Тя поддържа продължителни приятелски отношения с Уелс, когото смята за гений. Последната ѝ значима роля в киното е в „Нюрнбергският процес“ (Judgment at Nuremberg, 1961) на Стенли Крамър. През следващата година тя чете текста зад кадър в Black Fox: The Rise and Fall of Adolf Hitler, който получава „Оскар“ за документален филм.
В средата на 50-те години Дитрих ангажира музиканта Бърт Бакарак като музакилен аранжор и двамата развиват кабаретните ѝ изпълнения в по-амбициозно театрално представление с разширен репертоар. Той включва както песни от филмите ѝ, така и съвременни популярни песни. Аранжиментите на Бакарак са адаптирани към ограничения ѝ гласов обхват – тя е контраалт и помагат изпълненията ѝ да постигат максимален драматичен ефект. В съвместната си работа между 1957 и 1964 година те записват четири албума и няколко сингъла. В телевизионно интервю от 1971 година Дитрих казва, че Бакарак ѝ е дава „вдъхновението“ да продължава да работи през тези години.
През 1960 година Марлене Дитрих провежда концертно турне в Западна Германия, което предизвиква противоречиви реакции – печатът е отрицателно настроен, провеждат се протести, обвиняващи я в родоотстъпничество, и дори са ѝ отправени две бомбени заплахи, но в същото време концертите ѝ привличат голяма публика, а известни личности, като кмета на Берлин Вили Брант, публично я приветстват. Въпреки успехите на сцената, турнето е финансов провал, а самата Дитрих остава емоционално съсипана от враждебността, с която е посрещната, и решава повече да не посещава Германия. По това време тя прави турне и в Израел, което има успех и по време на което - нещо необичайно за израелския културен живот тогава - изпълнява и песни на немски, като немскоезична версия на антивоенния химн на Пит Сийгър Where Have All the Flowers Gone. Тя става първият германец и първата жена, наградени с израелския Медал за заслуги „в признание за нейната смела принципност и постоянство в приятелството към еврейския народ“.

## Избрана филмография
| Година | Филм                    | Оригинално заглавие         | Роля                       | Режисьор           |
| ------ | ----------------------- | --------------------------- | -------------------------- | ------------------ |
| 1930   | Синият ангел            | Der blaue Engel             | Лола Лола                  | Йозеф фон Щернберг |
| 1930   | Мароко                  | Morocco                     | Ейми Джоли                 | Йозеф фон Щернберг |
| 1932   | Шанхай Експрес          | Shanghai Express            | Шанхайската лилия/Мадлин   | Йозеф фон Щернберг |
| 1932   | Русокосата Венера       | Blonde Venus                | Хелън Фарадей/Хелън Джоунс | Йозеф фон Щернберг |
| 1935   | Дяволът е жена          | The Devil Is a Woman        | Конча Перес                | Йозеф фон Щернберг |
| 1950   | Сценична треска         | Stage Fright                | Шарлот Инууд               | Алфред Хичкок      |
| 1956   | Около света за 80 дни   | Around the World in 80 Days | Собственичка на салон      | Майкъл Андерсън    |
| 1957   | Свидетел на обвинението | Witness for the Prosecution | Кристин Воул               | Били Уайлдър       |
| 1961   | Нюрнбергският процес    | Judgment at Nuremberg       | Фрау Бертолт               | Стенли Крамър      |

## За нея
- Marie-Theres Arnbom, Marlene Dietrich – Ihr Stil. Ihre Filme. Ihr Leben. Brandstätter Verlag, Wien 2010, ISBN 978-3-85033-306-1.
- Eva Gesine Baur, Einsame Klasse. Das Leben der Marlene Dietrich. Beck, München 2017, ISBN 978-3-406-70569-4.
- Charles Higham, Marlene: The Life of Marlene Dietrich, New York 1977.
- Maria Riva, Werner Sudendorf, Jean-Jacques Naudet, Peter Riva, Marlene Dietrich. Zum 100. Geburtstag. Nicolai Verlag, Berlin 2001, ISBN 3-87584-111-5.
- Heinrich Thies, Fesche Lola, brave Liesel. Marlene Dietrich und ihre verleugnete Schwester. Hoffmann und Campe, Hamburg 2017, ISBN 978-3-455-00161-7.